# NGC 6033
NGC 6033 é uma galáxia espiral (Sbc) localizada na direcção da constelação de Serpens. Possui uma declinação de -02° 07' 13" e uma ascensão recta de 16 horas, 04 minutos e 27,9 segundos.
A galáxia NGC 6033 foi descoberta em 23 de Julho de 1864 por Albert Marth.